# Tahmouras

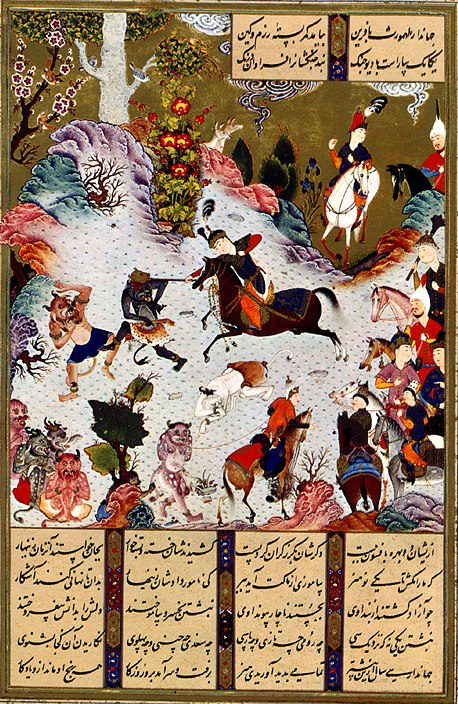
Feuillet du Shah Namah du shah Tahmasp

Tahmouras (en persan : تهمورث) est le troisième chah de la dynastie pichdadienne selon le Livre des Rois de Ferdowsi. Il est considéré comme le fondateur de la ville de Merv.